# Bergtjärnen (Grythyttans socken, Västmanland, 661477-142519)
Bergtjärnen är en sjö i Hällefors kommun i Västmanland och ingår i Göta älvs huvudavrinningsområde.